# WMF Group
Pour les articles homonymes, voir WMF.
 (octobre 2014).
Si vous disposez d'ouvrages ou d'articles de référence ou si vous connaissez des sites web de qualité traitant du thème abordé ici, merci de compléter l'article en donnant les références utiles à sa vérifiabilité et en les liant à la section « Notes et références ».
Württembergische Metallwarenfabrik AG (WMF) est un fabricant allemand, anciennement coté en bourse, de produits ménagers, gastronomiques et hôteliers, propriété du groupe français SEB depuis 2016. 
Fondée en 1853 à Geislingen an der Steige par Daniel Straub et les frères Schweizer. En 1880, la Württembergische Metallwarenfabrik AG a été créée par la fusion avec Ritter & Co. L'entreprise est basée à Geislingen an der Steige. 
WMF opère sous le nom de WMF GmbH depuis le 1er juillet 2012 — et non plus sous celui de WMF Group GmbH comme auparavant. Depuis 2016, l'entreprise appartient au groupe français SEB. Le WMF profite également de ce nouveau nom pour changer l'adresse de son siège à Geislingen. Ainsi, l'adresse précédemment connue « Eberhardstraße 35 » est devenue « WMF Platz 1 ».

## Historique
WMF s'appelait à l'origine Metallwarenfabrik Straub & Schweizer. En 1880, Metallwarenfabrik Straub & Schweizer fusionne avec une autre société allemande et prit le nom de Württembergische Metallwarenfabrik, puis WMF acquiert la  manufacture polonaise de métaux Plewkiewicz de Varsovie en 1886, qui devient une filiale de WMF vers 1900. En 1900, WMF acquiert Albert Köhler, célèbre société autrichienne de ferronnerie. Ensuite, en 1905, WMF rachète Orivit, une société connue pour ses fabrications Jugendstil (équivalent allemand de l'Art nouveau) en étain, suivie un an plus tard par l'achat de la Kunstgewerbliche Metallwarenfabrik Orion, une autre société allemande de fabrication métallique.
Pendant la Première Guerre mondiale, la WMF était chargée de produire des armes pour l'armée allemande et avait certifié à la Commission de contrôle alliée que les outils utilisés pour produire ces armes avaient été détruits. Cependant, après l'appel d'Hitler au réarmement, la société, alors sous le contrôle d'Hugo Debach, a immédiatement recommencé à produire des armes. Debach est mort peu de temps après. À partir de 1940, la WMF a commencé à recourir de manière croissante au travail forcé des prisonniers de guerre soviétiques dans les camps environnants, ceux-ci représentant finalement un tiers de la main-d'œuvre de l'entreprise. Le WMF a également fondé son propre camp de concentration en 1944 pour détenir et forcer plus de 900 femmes juives hongroises à travailler pour lui.
En mai 2016, Groupe SEB annonce l'acquisition pour 1,02 milliard d'euros hors reprise de dette et 1,6 milliard d'euros dette incluse, de WMF, présente alors dans le petit électroménager mais surtout spécialisée dans les machines à café,.

## Marques et assortiment
Le WMF est divisé en trois divisions : entreprise mondiale de machines à café, entreprise mondiale d'hôtellerie et entreprise mondiale de consommation avec table et cuisine, succursales et petits appareils électriques. Dans ces segments, les différentes marques du WMF sont proposées en différentes quantités.

## Créations

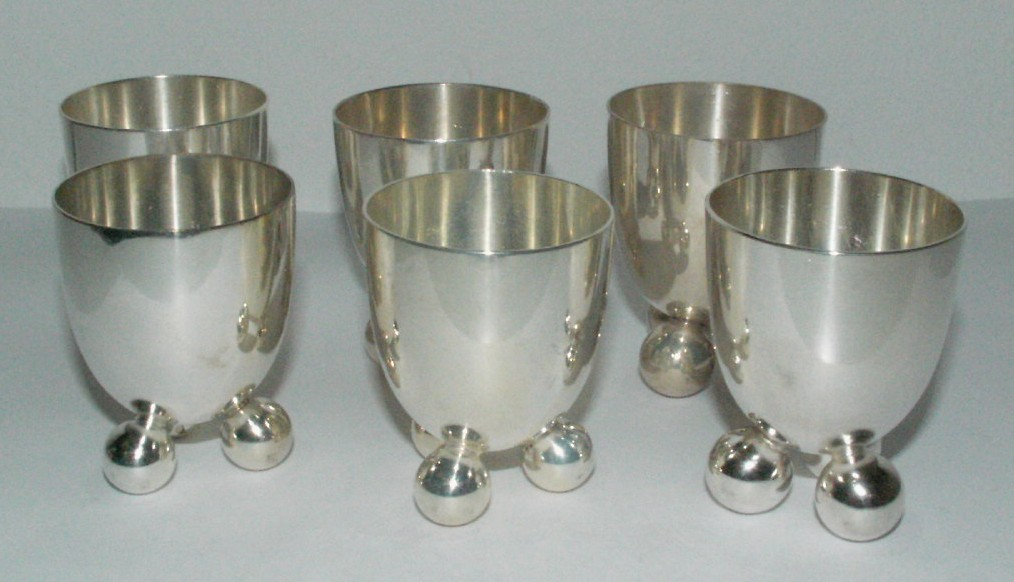
Coquetiers en maillechort vers 1920-1930.

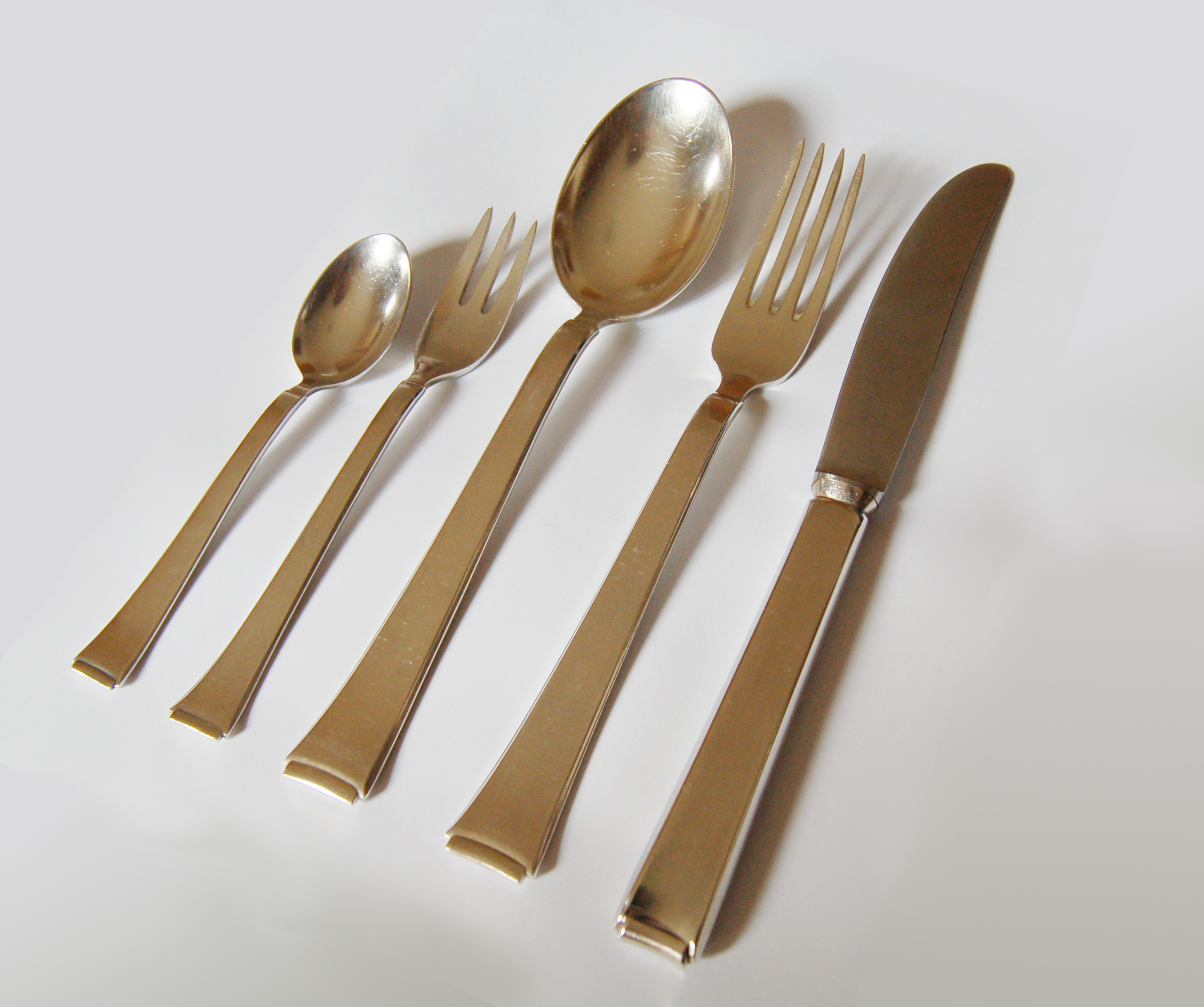
Couverts dessinés par Kurt Mayer en 1930.

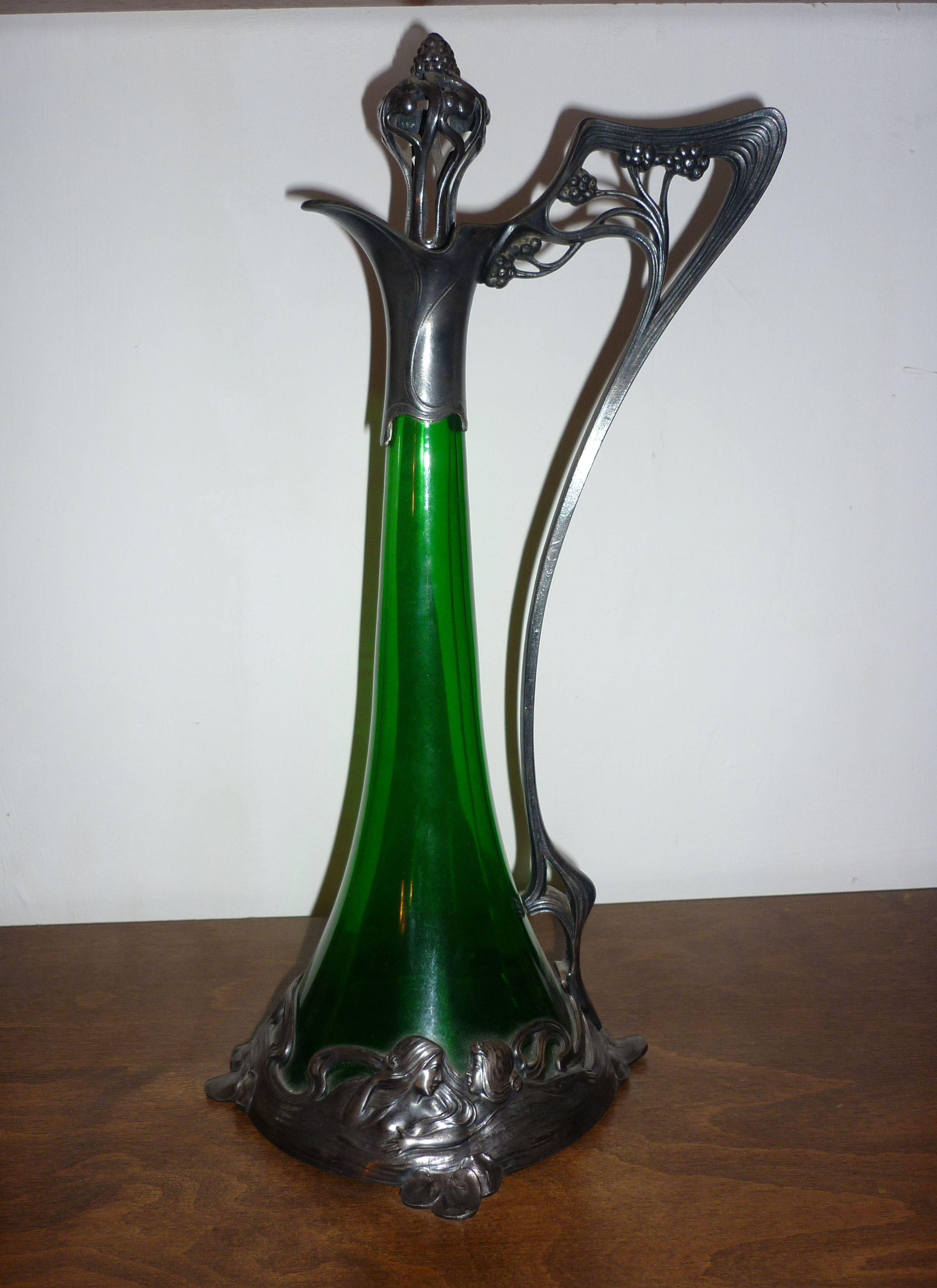
Carafe Art nouveau vers 1900.

Vers 1900, WMF était le plus grand producteur mondial et exportateur de produits métalliques pour les ménages, principalement en Jugendstil. WMF employait alors plus de 3 500 personnes. Les objets fabriqués étaient en métal argenté ou en étain souvent combinés avec du verre, de couleur vert bouteille (en vogue en Allemagne en 1900) ou incolore. La période où travailla Albert Mayer, sculpteur et dessinateur et qui était le directeur de l'Art Studio WMF de 1884 à 1914, est la plus remarquable. Le WMF détient six marques (WMF, Silit, Kaiser, Schaerer, Hepp et Curtis), est représenté sur plus de 40 sites dans le monde et possède près de 200 filiales en Allemagne, en Autriche et en Suisse. 
La fabrique s'est également illustrée dans le style Art déco.
En 1955, WMF a commencé la production de machines à café professionnelles. Ces produits ont été conçus pour les restaurants, mess militaires, navires de croisière et pour d'autres applications commerciales.